# Долинов, Леонид Иванович
Леонид Иванович Долинов (6 ноября 1930, дер. Заозерье, Ленинградская область — 12 марта 2017, Москва) — советский испытатель ракетно-космической техники, начальник испытательного управления полигона Плесецк (1975—1986). Герой Социалистического Труда (1984), генерал-майор.

## Биография
Родился в дер. Заозёрье (ныне — в Лодейнопольском районе) Ленинградской области семье крестьянина. Русский.
В 1950 году окончил педагогическое училище в городе Лодейное Поле, работал учителем в школе.
В 1952 году поступил в 160-е военное авиационное училище летчиков в городе Пугачёве. После окончания училища, в 1954 году как один из лучших выпускников, продолжил службу в должности лётчика-инструктора 626-го учебного вертолетного полка.
В 1958 году был направлен на учёбу в Военную академию командного и штурманского состава ВВС. В 1960 году переведен слушателем 2-го курса Военной академии им. Ф. Э. Дзержинского, которую успешно окончил в 1964 году. С июля 1964 года проходил службу на полигоне в Плесецке, где прошел путь от начальника команды заправки до руководителя управления. С 1975 по 1986 годы — начальник 4-го испытательного управления, которое занималось апробацией самого современного на тот момент вооружения.
С августа 1986 года — начальник управления Главного Управления реактивного вооружения (3-е управление ГУРВО).
С 1988 года генерал-майор Долинов — в запасе. Вёл активную общественную деятельность в межрегиональной общественной организации «Союз ветеранов РВСН».
Похоронен на Троекуровском кладбище.

## Награды и звания
- Указом Президиума Верховного Совета СССР от 17 февраля 1984 года за большие заслуги в испытаниях новой ракетной техники полковнику Долинову Леониду Ивановичу присвоено звание Героя Социалистического Труда с вручением ордена Ленина и Золотой медали «Серп и молот».
- Награждён двумя орденами Ленина и многими медалями, среди которых «За доблестный труд».
- Лауреат Государственной премии СССР.

«Почетный гражданин города Мирный» (2007) — за выдающиеся заслуги перед муниципальным образованием Мирный, большой личный вклад в развитие Мирного, обеспечение его благополучия и процветания.